# Margaret Hassan
Margaret Hassan (* 28. April 1945 in Dalkey/Dublin; † November 2004) war die Leiterin der Hilfsorganisation CARE International im Irak.

## Leben
Hassan wurde als Margaret Fitzsimons in Irland geboren. Ihre Eltern waren Iren, zogen jedoch bald nach Margarets Geburt nach Großbritannien. Als Saddam Hussein 1980 verlangte, dass alle Ausländer, die mit Irakern verheiratet waren, die irakische Staatsbürgerschaft annahmen, wurde Hassan Irakerin. Sie hatte daher die irakische, irische und britische Staatsbürgerschaft.
Sie lebte über 30 Jahre im Irak, wo sie humanitäre Hilfe leistete. Für CARE International im Irak war Hassan seit 12 Jahren tätig. Trotz der zusätzlichen Gefahren nach Kriegsausbruch bestand Hassan darauf, ihre Arbeit fortzusetzen. „Ich bleibe bei meinen Leuten im Irak. Das ist meine Heimat“, betonte Hassan mehrmals, wie die Times berichtete.
Die Leiterin der Hilfsorganisation Care International im Irak, warnte ebenso unermüdlich wie entschlossen die Politiker ihres Landes immer wieder vor einem Krieg gegen Saddam Hussein. Ein solcher Konflikt würde für die Bevölkerung des Irak zu einer „humanitären Katastrophe“ führen, sagte sie bei einem Empfang durch britische Abgeordnete vor dem Irakkrieg. „Ich bin traurig, dass britische Truppen mitmachen.“ sagte sie später der Times. „Meine Frau hat sich 30 Jahre lang für das irakische Volk eingesetzt“, sagte ihr Mann Tahseen Ali Hassan. Sie hat sich vor allem um die Verteilung von Medikamenten und anderen Hilfsgütern gekümmert. In den Neunzigerjahren hat sie gegen die internationalen Sanktionen protestiert, unter denen die Bevölkerung schwer litt.
Care International ist seit 1991 im Irak vertreten. Während und nach dem Irakkrieg konnte Care nach eigenen Angaben 12 Millionen Irakern Hilfe leisten (Stand 2004).
Care war eine der wenigen Wohltätigkeitsorganisationen, die ihre Arbeit im Irak nicht reduziert oder eingestellt hatten. Seit dem Krieg im vorigen Jahr hat Care vor allem beim Wiederaufbau von Krankenhäusern geholfen und sie mit sauberem Wasser versorgt.

## Entführung im Irak
Im Alter von 59 Jahren ist sie am 19. Oktober 2004 auf dem Weg zur Arbeit in Bagdad entführt worden. Hassans bislang unbekannte Kidnapper hatten unter anderem gefordert, dass die britischen Truppen den Irak verlassen sollten. Die Entführer hatten Anfang November damit gedroht, ihre Geisel an Abu Musab Al-Sarqawi auszuliefern, wenn ihre Forderungen nicht erfüllt würden. Die Sarqawi-Terrorgruppe al-Tauhid wa al-Dschihad, die zahlreiche Ausländer als Geiseln genommen und umgebracht hat, rief laut Presseberichten jedoch im Internet dazu auf, Hassan freizulassen. „Diejenigen, die diese Geisel als 'Spielkarte' benutzen, haben unsere Religion nicht richtig verstanden“, zitierte Reuters, „wir erklären hiermit vor der ganzen Welt, dass wir die Geisel freilassen würden, wenn sie uns übergeben würde und nicht bewiesen wäre, dass sie gegen Muslime intrigiert hat.“ Die Botschaft der Al Kaida im Irak hieß im Fall Hassan: „Im wahren Islam tötet man keine Frauen und kleine Kinder. Wir töten nur diejenigen, die gegen uns und unser Volk kämpfen.“
Der Geschäftsführer von Care International, Geoffrey Dennis, sagte, er habe keine Ahnung, warum Hassan entführt worden sei. „Sie hat sich seit Jahrzehnten für die irakische Bevölkerung eingesetzt und das Leiden unter den Sanktionen angeprangert“, sagte er. Die australische Sektion von Care, die den Einsatz im Irak koordiniert, hatte ihre Arbeit eingestellt.
Nach Analyse eines Entführer-Videos geht die britische Regierung davon aus, dass Hassan Mitte November 2004 erschossen wurde.